# Pudrica christianottoi
Pudrica christianottoi (лат.) — вид вымерших грудохоботных насекомых, единственный в составе рода Pudrica из семейства белокрылки (Aleyrodoidea, Sternorrhyncha) из отряда Hemiptera. Эоцен (?), Германия. Описанная ископаемая белокрылка может поставить под сомнение существующие гипотезы о времени и условиях формирования и отложения ископаемых смол в Европе.

## Этимология
Родовое название Pudrica происходит от славянского нижнелужицкого слова «pudrica» [pudrʲit͡sa], означающего белокрылка. Вид P. christianottoi назван в честь владельца янтаря с типовым экземпляром Mr. Christian Otto.

## Возраст и место нахождения
Описанный кусок средне- или позднеэоценового янтаря (около 40—35 млн лет) с включениями был найден в ассоциации с кусками лужицкого бурого угля в миоценовом пласте в Ваннинхене (Ваннинхен-ад-Шлабендорфер-Зее, муниципалитет Хайдеблик, район Даме-Шпреевальд, Бранденбург, Германия). Классический Лужицкий район добычи бурого угля, расположенный к востоку от реки Эльбы, в южной части федеральных земель Бранденбург и восточной части Саксонии, относится к Северо-Германо-Польскому бассейну. Бурый уголь известен в Лужицком районе уже более 200 лет. Это первая находка белокрылок в миоценовых отложениях (но в смоле, вероятно, более древнего возраста — среднего-позднего эоцена (?)); однако для подтверждения или опровержения предполагаемого возраста включений необходим более значительный массив данных и их интерпретация. Сукцинит, вероятно, средне-позднеэоценового возраста (?), скорее всего, переотложенный, найденный в ассоциации с бурым углём и глесситом, в слоях без гравия и гальки, скорее всего, представляющий нижний/средний миоцен (20—15 млн лет, бурдигальский/лангийский ярусы; формация Brieske).
Полученные результаты подчёркивают необходимость рассмотрения всего спектра данных, охватывающих как геологическую, так и биологическую информацию, для того чтобы получить представление об эволюционных процессах, сформировавших морфологию и палеоэкологические взаимодействия ископаемого. Описанная выше ископаемая белокрылка может поставить под сомнение существующие гипотезы о времени и условиях формирования и отложения ископаемых смол в Европе.

## Описание
Мелкие ископаемые белокрылки, длина тела около 1 мм. Длина переднего крыла 1,45 мм, а заднего около 0,85 мм. По общим признакам и рисунку жилкования сходен с родом Snotra Drohojowska et Szwedo, 2016, с антеннами 7-сегментными, с отношением антенномеров F3:F4 = 2,0 (как у S. christelae, но отношение F3:F4 = 3,3; у S. herczeki усики 6-сегментные); антенномеры F3d и F5h с субапикальными ринариями; сложные глаза разделены, соединены четырьмя омматидиями (у Snotra сложные глаза не разделены); грудь со слабо вогнутым в средней части мезопостнотумом, боковые отделы выпукло склонены латерально; передние крылья в 2,3 раза длиннее ширины (как у S. herczeki; у S. christelae 2,5); крыловая жилка Sc + R почти прямая, не вильчатая (Sc + R изогнута в апикальной половине, не вильчатая у S. herczeki; жилка Sc + R изогнута в апикальной половине, слабо вильчатая в Sc + Rs у S. christelae); жилка CuA с более заметным стебельком, затем слабая и исчезает (CuA не видна у Snotra и у других видов подсемейства); CuP (булавовидная складка) отчётливая, с вершиной, достигающей половины длины переднего крыла (не достигает половины длины переднего крыла у Snotra). Ранее белокрылки были известны из ливанского янтаря и из балтийского янтаря.